# Finanzgericht Baden-Württemberg
Das Finanzgericht Baden-Württemberg ist das einzige Gericht der Finanzgerichtsbarkeit des Bundeslandes Baden-Württemberg.

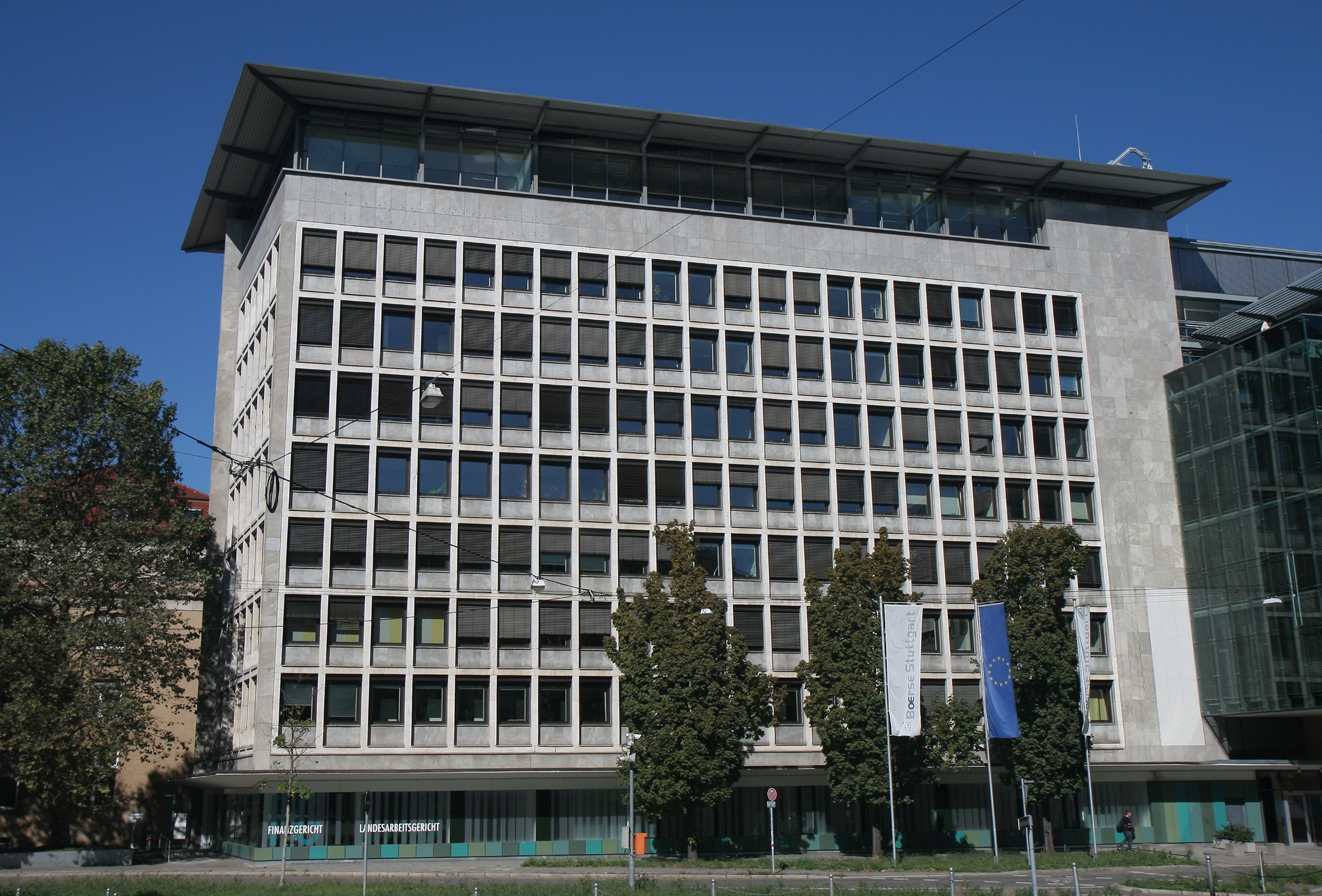
Gerichtsgebäude in Stuttgart, Börsenstraße 6

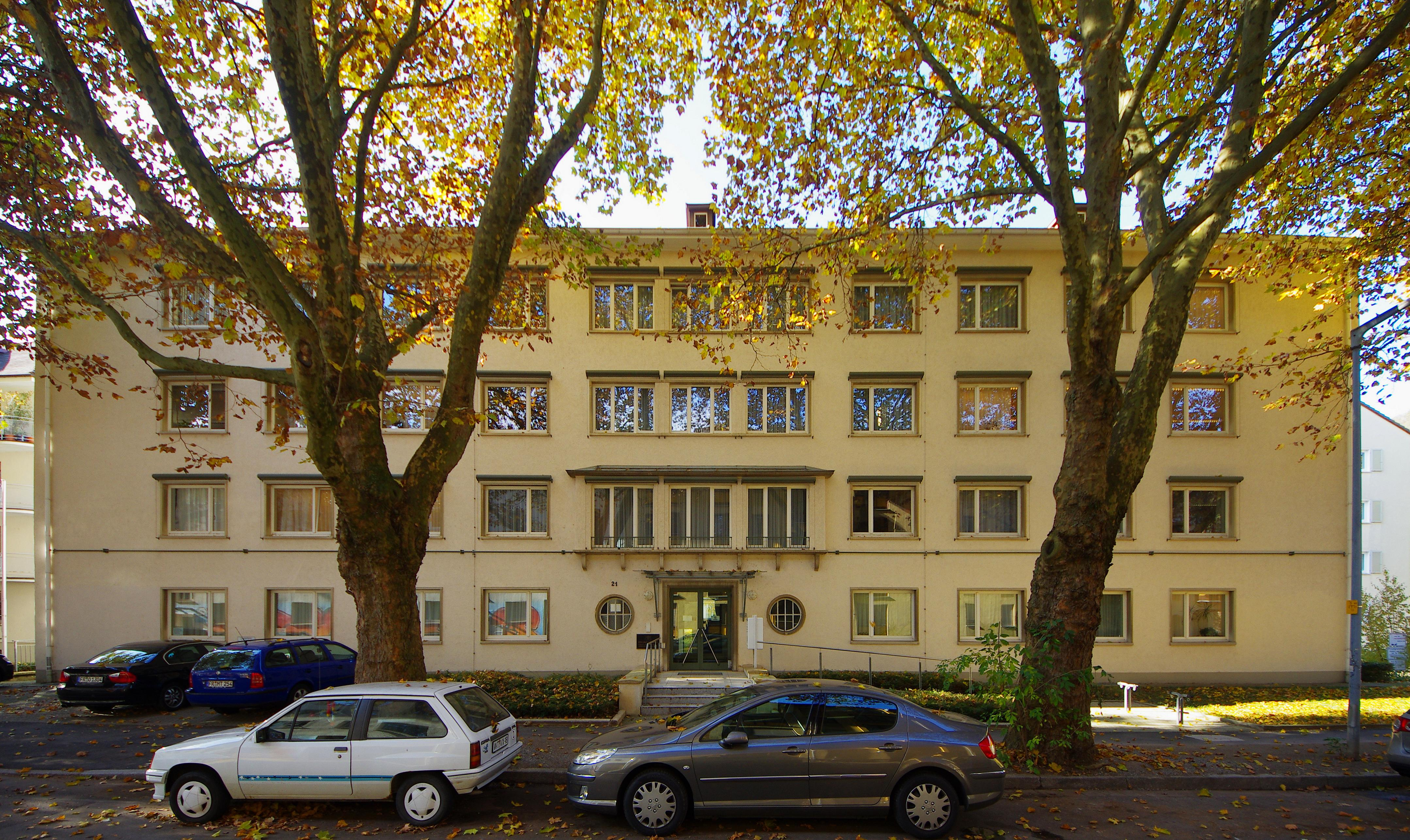
Gerichtsgebäude in Freiburg, Gresserstraße 21

## Gerichtssitz und -bezirk
Das Finanzgericht (FG) hat seinen Sitz in Stuttgart. Auswärtige Senate befinden sich in Freiburg. Bis zum 30. September 2008 gab es auch eine Außenstelle in Karlsruhe. Der Gerichtsbezirk entspricht dem Gebiet des gesamten Bundeslandes.

## Gerichtsgebäude
Das Finanzgericht ist in Stuttgart im Anwesen Börsenstraße 6 untergebracht; die Außensenate in Freiburg finden sich im Anwesen Gresserstraße 21.

## Instanzenzug
Da die Finanzgerichtsbarkeit zweistufig aufgebaut ist, ist das Finanzgericht Baden-Württemberg zwar gemäß § 2 FGO ein oberes Landesgericht, gleichwohl jedoch als Eingangsgericht in erster Instanz tätig. Ihm übergeordnet ist der Bundesfinanzhof in München.

## Leitung
An der Spitze des Finanzgerichts steht dessen Präsident. Dieses Amt hatten zuletzt inne:
- Ab 1960: Karl Stieler, * 8. April 1899
- 1958–1959: Braitinger: * 18. Dezember 1892
- Ab 1954: Kirch
- 2002–Januar 2013: Hans-Peter Korte
- Artur Weckesser (März 2013 – 2019)[5]
- Manfred Muhler (seit Mai 2019)[6]

Die Leitung der Außenstelle Karlsruhe lag in den Händen von:
- 1. Dezember 1957–1974: Helmut Boeker, * 27. September 1909
- Ab 1. April 1974: Hans Vogel, * 27. Dezember 1923
- Ab 27. September 1989: Gerhard Zehendner, * 8. April 1928
- 21. Juni 1993–2002: Dieter Kopei, * 23. Oktober 1936